# Dvorac Stubički Golubovec
Dvorac Stubički Golubovec je višeslojni objekt u općini Donja Stubica, zaštićeno kulturno dobro.

## Opis dobra
Trokrilni dvorac „U“- tlocrta, okružen prostranim parkom, na blagoj uzvisini između Donje i Gornje Stubice, oko 1780. g. sagradila je obitelj Domjanić. Od 1806. do 1827. g. u vlasništvu je Maksimilijana Vrhovca. U središnjem krilu smještene su prostorije u dva niza s hodnikom u sredini dok bočna, kraća krila imaju samo jedan niz prostorija, što je u skladu s ondašnjim tendencijama sažimanja tlocrtne osnove prema centralnom obliku. Poprečna osovina kompozicije označena je ulaznom vežom, u prvom katu rizalitno istaknutom glavnom dvoranom, a na začelju hodnikom unutar kojeg je dvokrako stubište. Unutar zapadnog bočnog krila smještena je dvorska kapela posvećena sv. Maksimilijanu.

## Zaštita
Pod oznakom Z-2441 zavedena je kao nepokretno kulturno dobro - pojedinačno, pravna statusa zaštićena kulturnog dobra, klasificirano kao "profana graditeljska baština".